# Uranio
El uranio es un elemento químico metálico de color plateado-grisáceo de la serie de los actínidos, su símbolo químico es U y su número atómico es 92. Por ello posee 92 protones y 92 electrones, con una valencia de 6. Su núcleo puede contener entre 140 y 146 neutrones, sus isótopos más abundantes son el 238U que posee 146 neutrones y el 235U con 143 neutrones. El uranio tiene el mayor peso atómico de entre todos los elementos que se encuentran en la naturaleza. El uranio es aproximadamente un 70% más denso que el plomo, aunque menos denso que el oro y el tungsteno. Es levemente radiactivo. Fue descubierto como óxido en 1789 por M. H. Klaproth, que lo llamó así en honor al planeta Urano, que acababa de ser descubierto en 1781.

## Características

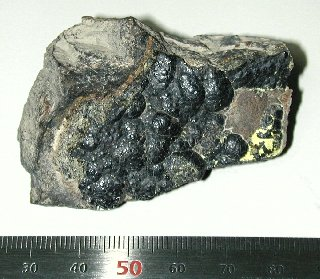
Una pechblenda, una variedad grande de uraninita siendo uno los principales minerales del uranio

En la naturaleza se presenta en muy bajas concentraciones (unas pocas partes por millón o ppm) en rocas, tierras, agua y en los seres vivos. Para su uso el uranio debe ser extraído y concentrado a partir de minerales que lo contienen, como por ejemplo la uraninita (ver minería del uranio). Las rocas son tratadas químicamente para separar el uranio, convirtiéndolo en compuestos químicos de uranio. El residuo se denomina estéril. Esos estériles contienen las mismas sustancias radioactivas que poseía el mineral original y que no fueron separadas, como el radio, el torio y el potasio.
El uranio natural está formado por tres tipos de isótopos: uranio-238 (238U), uranio-235 (235U) y uranio-234 (234U). De cada gramo de uranio natural el 99,284 % de la masa es uranio-238, el 0,711 % uranio-235, y el 0,0085 % uranio-234. La relación uranio-238/uranio-235 es constante en la corteza terrestre, salvo ciertas excepciones, como ocurre en los yacimientos de Oklo donde hay evidencias de que hace unos 2000 millones de años se produjeron reactores nucleares naturales.
El uranio decae muy lentamente emitiendo una partícula alfa. El periodo de semidesintegración del uranio-238 es aproximadamente 4470 millones de años y el del uranio-235 es 704 millones de años, lo que los convierte en útiles para estimar la edad de la Tierra (datación uranio-torio y datación uranio-plomo). Muchos usos contemporáneos del uranio hacen uso de estas propiedades nucleares únicas. El uranio-235 se distingue por ser el único elemento que se encuentra en la naturaleza que es un isótopo fisionable. El uranio-238 es fisionable por neutrones rápidos, y también es un material fértil (que puede transmutarse en un reactor nuclear en plutonio-239 que es fisionable). Es posible producir el isótopo fisionable artificial, uranio-233, a partir de torio natural, lo que desempeña un rol importante en la tecnología nuclear. Mientras que el uranio-238 posee una pequeña probabilidad de fisión espontánea o al ser bombardeado por neutrones rápidos, el uranio-235 posee una mayor probabilidad de fisionarse al ser bombardeado por neutrones térmicos, por lo que es la principal reacción responsable de la generación de calor en un reactor nuclear, y es la principal fuente de material fisible para las armas nucleares. Ambos usos son posibles por la capacidad del uranio de sostener una reacción nuclear en cadena.
El uranio, fundamentalmente el U-238, desempeña un papel fundamental en conservar el campo magnético terrestre.
El uranio empobrecido (uranio-238) es utilizado en penetradores de energía cinética y protecciones para vehículos blindados.
El 235U se utiliza como combustible en centrales nucleares y en algunos diseños de armamento nuclear. Para producir combustible, el uranio natural es separado en dos porciones. La porción combustible tiene más 235U de lo normal, denominándose uranio enriquecido, mientras que la porción sobrante, con menos U235 de lo normal, se llama uranio empobrecido. El uranio natural, el enriquecido y el empobrecido son químicamente idénticos. El uranio empobrecido es el menos radiactivo y el enriquecido el más radiactivo.
En el año 2009, la sonda japonesa SELENE descubrió por primera vez indicios de uranio en la Luna.

## Origen
Junto con todos los elementos con pesos atómicos superiores al del hierro, el uranio se origina de forma natural durante las explosiones de las supernovas. El proceso físico determinante en el colapso de una supernova es la gravedad. Los valores tan elevados de gravedad que se dan en las supernovas son los que generan las capturas neutrónicas que dan lugar a átomos más pesados, entre ellos el uranio y el protactinio.

## Reservas de uranio
La producción mundial de uranio fue en 2009 de 50 572 toneladas, de las que el 27,3 % se extrajo en minas de Kazajistán, el 20,1 % en Canadá, el 15,7 % en Australia, el 9,1 % en Namibia, el 7 % en Rusia, y el 6,4 % en Níger.
La OCDE y el OIEA publican periódicamente un informe llamado Uranium: Resources, Production and Demand, conocido como "Red Book", donde se hace una estimación de las reservas mundiales de uranio por países. Los grandes productores son Canadá, Australia, Kazajistán, Rusia, Níger, República Democrática del Congo, Namibia y Brasil. También hay prospecciones y yacimientos de uranio en distintos países como Colombia (en la serranía del Perijá, en la frontera compartida con Venezuela.), Perú (en la provincia de Carabaya en la región Puno), Argentina (con minas confirmadas en todo el país.) y España, entre otras zonas.
Según este informe, los recursos mundiales de uranio son suficientes para satisfacer las necesidades actuales hasta un máximo de ochenta y cinco años. Se estima que la cantidad total de existencias de uranio convencional, que puede ser explotado por menos de 130 USD por kg, es de unos 4,7 millones de toneladas, que permitirían abastecer la demanda de uranio para generación nuclear de electricidad durante 85 años. Sin embargo, los recursos mundiales de uranio en total se consideran mucho más altos. Basándose en la evidencia geológica y el conocimiento de los fosfatos de uranio, el estudio considera más de 35 millones de toneladas disponibles para su explotación.

## Producción mundial
| 1.  | Kazajistán     | 19477 |
| 2.  | Australia      | 6203  |
| 3.  | Namibia        | 5413  |
| 4.  | Canadá         | 3885  |
| 5.  | Uzbekistán     | 3500  |
| 6.  | Níger          | 2991  |
| 7.  | Rusia          | 2846  |
| 8.  | China          | 1885  |
| 9.  | Ucrania        | 744   |
| 10. | Estados Unidos | 6     |

Fuente: World Nuclear.

## Aplicación
El principal uso del uranio en la actualidad es como combustible para los reactores nucleares que producen el 3 % de la energía generada por el ser humano en el mundo.[cita requerida] Para ello, el uranio es enriquecido aumentando la proporción del isótopo U235 desde el 0,71 % que presenta en la naturaleza hasta valores en el rango 3-5 %. Cabe destacar que para alcanzar una explosión nuclear hace falta una proporción del 90% de U235 esto hace que los reactores nucleares no puedan explotar de forma nuclear aunque sí pueden producirse explosiones físicas o químicas.
El uranio empobrecido  (con una proporción de U-235 inferior a la natural), producido como producto de desecho tras la utilización del uranio en centrales nucleares, es usado en la producción de municiones perforadoras y blindajes de alta resistencia; debido principalmente a su elevada densidad (unos 19 g/cm³), su fragmentación en trozos afilados y sobre todo a que es pirofórico (entra en combustión de forma espontánea al entrar en contacto con el aire a 600 °C aproximadamente). Su uso además conlleva la dispersión de contaminación radiactiva, como ocurrió durante la primera guerra del Golfo.
Otros usos incluyen: 

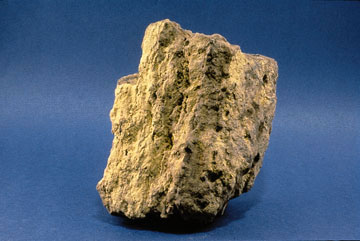
Uranio en bruto

- Por su alta densidad, se utiliza el uranio en la construcción de estabilizadores para aviones, satélites artificiales y veleros (balastos/quillas).
- Se ha utilizado uranio como agregado para la creación de cristales de tonos fluorescentes verdes o amarillos.
- El largo periodo de semi-desintegración del isotopo 238U se utiliza para estimar la edad de la Tierra.
- El 238U se convierte en plutonio en los reactores reproductores. El plutonio puede ser usado en reactores o en armas nucleares.
- Algunos accesorios luminosos utilizan uranio, del mismo modo que lo hacen algunos químicos fotográficos (nitrato de uranio).
- Su alto peso atómico hace que el 238U pueda ser utilizado como un eficaz blindaje contra las radiaciones de alta penetración.
- El uranio en estado metálico es usado para los blancos de rayos X, para hacer rayos X de alta energía.
- El uranio empobrecido se usa como blindaje en los carros de combate modernos, también los misiles llevan uranio empobrecido en su espolón.
- Fertilizantes de fosfato a menudo contienen altos contenidos de uranio natural, debido a que el mineral del cual son hechos es típicamente alto en uranio.[11]

## La exposición humana
Una persona puede estar expuesta al uranio (o a sus descendientes radiactivos como el radón) por la inhalación de polvo en el aire o por la ingestión de agua y alimentos contaminados. La cantidad de uranio en el aire es muy pequeña, sin embargo, las personas que trabajan en las fábricas de procesado de fosfatos o fertilizantes, o además viven cerca de instalaciones donde se hicieron pruebas de armas nucleares, viven o trabajan cerca de un campo de batalla moderno donde se ha utilizado uranio empobrecido, o que viven o trabajan cerca de la exposición de una central térmica de carbón, las instalaciones de las minas de mineral de uranio, o instalaciones de enriquecimiento de uranio para combustible, pueden haber aumentado su exposición al uranio. Casas o estructuras que están sobre los depósitos de uranio (naturales o depósitos artificiales de escoria) pueden tener un aumento de la incidencia de la exposición al gas radón.
La mayoría del uranio ingerido se excreta naturalmente. Solo el 0,5 % es absorbido cuando se ingieren formas insolubles de uranio, como el óxido, mientras que la absorción de los más solubles como los iones uranilo puede ser de hasta un 5 %. Sin embargo, los compuestos solubles de uranio tienden a pasar rápidamente a través de todo el cuerpo mientras que los compuestos de uranio insolubles, en especial cuando se inhala polvo en los pulmones, representan un riesgo de exposición más grave. Después de entrar en el torrente sanguíneo, el uranio absorbido tiende a la bioacumulación y la estancia durante muchos años en los tejidos óseos debido a la afinidad de uranio para los fosfatos. El uranio no se absorbe a través de la piel, y las partículas alfa liberadas por el uranio no pueden penetrar la piel.
Genotóxicos mutágenos procedentes de la exposición al uranio pueden ser tratado con terapia de quelación o por otros medios poco después de la exposición. El uranio asimilado se convierte en iones uranilo, que se acumulan en los huesos, el hígado, los riñones y los tejidos reproductivos. El uranio puede ser descontaminado de las superficies de acero y acuíferos.

### Efectos
El funcionamiento normal del riñón, el cerebro, el hígado, el corazón, y otros sistemas puede verse afectado por la exposición al uranio, porque, además de ser débilmente radiactivo, el uranio es un metal altamente tóxico incluso en pequeñas cantidades. El uranio también es tóxico para la reproducción. Los efectos radiológicos son generalmente locales ya que la radiación alfa, la principal forma de descomposición del U-238, tiene un alcance muy corto y no penetra en la piel. Los compuestos de uranio, en general, son mal absorbidos por el revestimiento de los pulmones y pueden seguir siendo un peligro radiológico por tiempo indefinido. [cita requerida]. Los iones uranilo UO2+, como los del trióxido de uranio o de nitrato de uranilo y de uranio, han demostrado causar defectos de nacimiento y daño al sistema inmunitario en animales de laboratorio, mientras que el CDC ha publicado un estudio que dice que no ha sido probado ningún cáncer en seres humanos consecuencia de la exposición a los desastres naturales. La exposición al uranio y sus productos de desintegración, especialmente el radón, es ampliamente conocida así como las amenazas para la salud. La exposición al estroncio-90, yodo-131, y otros productos de fisión no está relacionada con la exposición al uranio, pero puede resultar de los procedimientos médicos o la exposición al combustible nuclear gastado o consecuencias del uso de armas nucleares.
Aunque la exposición a la inhalación accidental de una alta concentración de hexafluoruro de uranio ha causado la muerte de personas, esas muertes se asociaron con la generación de ácido fluorhídrico y fluoruro de uranilo altamente tóxicos y no al propio uranio. El uranio metálico finamente dividido presenta un peligro de incendio porque las partículas pequeñas pueden inflamarse espontáneamente en el aire a temperatura ambiente.
| Recopilación del estudio de 2004 sobre la toxicidad del uranio       | Recopilación del estudio de 2004 sobre la toxicidad del uranio | Recopilación del estudio de 2004 sobre la toxicidad del uranio | Recopilación del estudio de 2004 sobre la toxicidad del uranio |
| Sistema corporal                                                     | Estudios en humanos | Estudios en animales | In vitro                                                       |
| -------------------------------------------------------------------- | --- | --- | -------------------------------------------------------------- |
| Renal                                                                | Niveles elevados de excreción de proteínas, catalasa urinaria y la diuresis.                                                                                           | Daño a los túbulos contorneados proximales, células necróticas emitidas desde el epitelio tubular, cambios glomerulares. | No hay estudios.                                               |
| Cerebro / CNS                                                        | Disminución del rendimiento en las pruebas neurocognitivas. | Toxicidad aguda colinérgica; dosis-dependiente de la acumulación en la corteza, el cerebro medio y vermis; cambios electrofisiológicos en el hipocampo.                                                                            | No hay estudios.                                               |
| ADN                                                                  | Distintos tipos de cáncer | La mutagenicidad en orina y la inducción de tumores aumentaron. Células binucleadas \| con micronúcleos, inhibición de la cinética del ciclo celular y la proliferación, la inducción de cromátidas hermanas, fenotipo oncogénico. |                                                                |
| Ósea o muscular                                                      | No hay estudios. | Inhibición de la formación de hueso periodontal y de la cicatrización de la herida alveolar. | No hay estudios.                                               |
| Reproductiva                                                         | Los mineros del uranio tienen más hijas primogénitas. | Vacuolización moderada a grave, atrofia tubular focal, de células de Leydig. | No hay estudios.                                               |
| Pulmones / respiratorio                                              | No hay efectos de salud adversos. | Grave congestión nasal y hemorragia, lesiones pulmonares y fibrosis, edema e inflamación, cáncer de pulmón. | No hay estudios                                                |
| Gastrointestinales                                                   | Vómito, diarrea, albuminuria. | N / A | N / A                                                          |
| Hígado                                                               | No hay efectos observados en la dosis de exposición. | Hígados grasos, necrosis focal. | No hay estudios.                                               |
| Piel                                                                 | No hay datos disponibles de evaluación a la exposición. | Células inflamadas vacuolado epidérmica, daños a los folículos pilosos y glándulas sebáceas. | No hay estudios.                                               |
| Los tejidos que rodean incrustados fragmentos de uranio empobrecido. | Concentraciones elevadas de uranio en la orina. | Concentraciones elevadas de uranio en la orina, perturbaciones en la bioquímica y las pruebas neuropsicológicas. | No hay estudios.                                               |
| Sistema inmune                                                       | Fatiga crónica, erupciones cutáneas, infecciones de oídos y ojos, el pelo y pérdida de peso, tos. Puede deberse a la exposición química combinada en lugar de solo DU. | No hay estudios. | No hay estudios.                                               |
| Ojos                                                                 | No hay estudios. | Conjuntivitis, irritación de la inflamación, edema, ulceración de los sacos conjuntivales. | No hay estudios.                                               |
| Sangre                                                               | No hay estudios. | Disminución en el recuento de glóbulos rojos y la concentración de hemoglobina. | No hay estudios.                                               |
| Cardiovascular                                                       | Miocarditis derivada de la ingestión de uranio, que concluyó 6 meses después de la ingestión.                                                                          | No hay efectos. | No hay estudios.                                               |

Las centrales nucleares no contaminan la atmósfera, sin embargo, generan una cierta cantidad de residuos radiactivos. Estos residuos son perjudiciales para la salud y el medio ambiente, por lo tanto, deben ser almacenados en áreas especiales durante cierto tiempo, algunos unos pocos años y otros miles de años. Los esfuerzos actualmente se centran en reciclar estos residuos con notables éxitos como el reactor BN-800 y los combustibles MOX, en un futuro se espera abandonar el uranio y sustituirlo por combustibles nucleares que generen menos residuos o cantidades despreciables.